# Ceylonoxenia wasmanni
Ceylonoxenia wasmanni är en tvåvingeart som beskrevs av Schmitz 1938. Ceylonoxenia wasmanni ingår i släktet Ceylonoxenia och familjen puckelflugor. Inga underarter finns listade i Catalogue of Life.